# Stonecrest
Stonecrest est une municipalité américaine située dans le comté de DeKalb en Géorgie.
Le 8 novembre 2016, environ 60 % des électeurs de la communauté approuvent le projet de création de la municipalité de Stonecrest. Le 21 mars 2017, Jason Lary — dirigeant de l'association Stonecrest YES, qui a promu l'incorporation de la municipalité — est le premier maire élu de la ville, avec 52 % des voix. La municipalité est officiellement créée le 1er mai de la même année, lors de l'installation du conseil municipal.
Lors de sa création, Stonecrest couvre une grande partie du sud-est du comté de DeKalb et compte environ 50 000 habitants. Elle est bordée au nord par Lithonia, à l'est par le comté de Rockdale et au sud par le Panola Mountain State Park.
Le nom de Stonecrest vient probablement de l'importance du granite dans la région, Stonecrest signifie littéralement « crête de pierre ». En octobre 2017, la ville candidate pour accueillir le nouveau siège d'Amazon et propose de se renommer Amazon City.